# Communauté de communes Bugeat - Sornac - Millevaches au Cœur
La communauté de communes Bugeat - Sornac - Millevaches au Cœur est une ancienne communauté de communes française, située dans le département de la Corrèze et la région Nouvelle-Aquitaine.

## Historique
Le 1er janvier 2017, la communauté de communes a fusionné avec cinq autres communautés de communes (Gorges de la haute Dordogne, Pays d'Eygurande, Sources de la Creuse, Ussel – Meymac – Haute-Corrèze, et Val et plateaux bortois) pour créer Haute-Corrèze Communauté. Le siège de cette nouvelle intercommunalité est situé à Ussel.

## Composition
En 2016, elle regroupait dix-huit communes :

| Nom                             | Code Insee | Gentilé          | Superficie (km2) | Population (dernière pop. légale) | Densité (hab./km2) |
| ------------------------------- | ---------- | ---------------- | ---------------- | --------------------------------- | ------------------ |
| Saint-Merd-les-Oussines (siège) | 19226      | Saint-Mercantois | 42,46            | 109 (2022)                        | 2,6                |
| Bellechassagne                  | 19021      | Bellechassagnois | 13,34            | 100 (2022)                        | 7,5                |
| Bonnefond                       | 19027      |                  | 45,06            | 114 (2022)                        | 2,5                |
| Bugeat                          | 19033      | Bugeacois        | 30,99            | 741 (2022)                        | 24                 |
| Chavanac                        | 19052      | Chavanacois      | 9,85             | 49 (2022)                         | 5                  |
| Gourdon-Murat                   | 19087      | Gourdonnais      | 15,81            | 85 (2022)                         | 5,4                |
| Grandsaigne                     | 19088      | Grandsaignois    | 19,92            | 48 (2022)                         | 2,4                |
| Lestards                        | 19112      | Lestarois        | 18,52            | 115 (2022)                        | 6,2                |
| Millevaches                     | 19139      | Millevachois     | 11,54            | 77 (2022)                         | 6,7                |
| Pérols-sur-Vézère               | 19160      | Pérolais         | 46,98            | 199 (2022)                        | 4,2                |
| Peyrelevade                     | 19164      | Peyrelevadois    | 66,43            | 831 (2022)                        | 13                 |
| Pradines                        | 19168      | Pradinois        | 19,59            | 86 (2022)                         | 4,4                |
| Saint-Germain-Lavolps           | 19206      | Saint-Germains   | 21,89            | 101 (2022)                        | 4,6                |
| Saint-Setiers                   | 19241      | Saint-Setiers    | 46,78            | 266 (2022)                        | 5,7                |
| Sornac                          | 19261      | Sornacois        | 59,48            | 773 (2022)                        | 13                 |
| Tarnac                          | 19265      | Tarnacois        | 67,46            | 338 (2022)                        | 5                  |
| Toy-Viam                        | 19268      |                  | 9,93             | 35 (2022)                         | 3,5                |
| Viam                            | 19284      | Viamois          | 29,99            | 85 (2022)                         | 2,8                |

## Démographie
| 1968  | 1975  | 1982  | 1990  | 1999  | 2009  | 2012  |
| ----- | ----- | ----- | ----- | ----- | ----- | ----- |
| 5 612 | 4 880 | 4 637 | 4 297 | 3 920 | 3 779 | 4 317 |

## Administration
| Période                                  | Période       | Identité        | Étiquette | Qualité                                |
| ---------------------------------------- | ------------- | --------------- | --------- | -------------------------------------- |
| Les données manquantes sont à compléter. |               |                 |           |                                        |
|                                          |               |                 |           |                                        |
|                                          | 2014          | Luce Mallepeyre | DVD       | Maire de Sornac (1995-2008)            |
| 2014                                     | décembre 2016 | Alain Fonfrede  |           | Maire de Pérols-sur-Vézère depuis 2008 |